# Pew Research Center

Logo

Das Pew Research Center (bis 1995 Times Mirror Center for the People & the Press) ist ein nichtstaatliches Meinungsforschungsinstitut mit Sitz in Washington. Geschäftsführer ist seit 2014 Michael Dimock. Das Institut hat über 160 Mitarbeiter (Stand 2019) und ist Teil von The Pew Charitable Trusts.
Benannt ist es nach dem US-amerikanischen Ölindustriellen Joseph Newton Pew (1848–1912).

## Geschichte
Das Zentrum wurde zunächst vom Zeitungskonzern Times Mirror Company (The Los Angeles Times u. a.) finanziert; seit 1996 wird es von den gemeinnützigen The Pew Charitable Trusts finanziert. Seit 2004 ist das Pew Research Center Teil von The Pew Charitable Trusts.

## Institut
Das Institut ermittelt Meinungen und Trends, schwerpunktmäßig zu den Vereinigten Staaten, aber auch zu anderen Regionen oder weltweit. Zu folgenden Bereichen wird geforscht:
- U.S. Politics & Policy
- Journalism & Media
- Internet, Science & Tech
- Religion & Public Life
- Hispanic Trends
- Global Attitudes & Trends
- Social & Demographic Trends

## Studien
Die Studien des PRC werden oft von Medien zitiert.
Am 12. Juli 2012 wurde vom Pew Research Center eine Studie über das Vertrauen in den Kapitalismus veröffentlicht. Eine große Mehrheit der Befragten äußerte, den Glauben an ihre Regierungen und an die freie Marktwirtschaft verloren zu haben.
In einer 2013 veröffentlichten Studie wurde in 10 muslimischen Staaten die Bindung an den Koran untersucht. Demnach wünscht die weit überwiegende Mehrheit der Befragten in 7 Staaten die Scharia als Gesetz, die Abkehr vom Islam sei mit dem Tod zu bestrafen (die Hälfte der Länder) und bis auf den Kosovo gilt mit 85–96 % die Auffassung, dass die Frau ihrem Mann immer gehorchen müsse. Untersuchte Länder: Afghanistan, Irak, Malaysia, Pakistan, Ägypten, Indonesien, Tunesien, Tadschikistan, Kosovo, Türkei.
Im Juli 2023 veröffentlichte das Institut eine multinationale Studie aus 24 Ländern, in denen die Frage gestellt wurde, ob der russische Präsident Wladimir Putin in Bezug auf die Weltpolitik das Richtige tue. 11 Prozent der Befragten (in Deutschland: 8 Prozent) beantworteten die Frage mit „Ja“. Die einzigen Länder, in denen eine (relative) Mehrheit der Befragten Vertrauen in die Politik Putins äußerte, waren Indien (59 %) und Indonesien (43 %).